# Saint-Louet-sur-Seulles
Saint-Louet-sur-Seulles é uma comuna francesa na região administrativa da Normandia, no departamento Calvados. Estende-se por uma área de 4,36 km². Em 2010 a comuna tinha 148 habitantes (densidade: 33,9 hab./km²).